# 梅崎弥一郎
梅崎 弥一郎（うめざき やいちろう、弘化4年6月（1847年）- 大正2年（1913年）12月28日）は、日本の剣術家。流派は加藤田神陰流。称号は大日本武徳会剣道範士。

## 経歴
久留米生まれ。同藩の師範神陰流剣術の加藤田平八郎に12歳で入門し、17歳で免許を受ける。津田一伝流開祖津田一左衛門正之にも学ぶ。
明治5年（1871年）、神陰流奥免許を授けられる。加藤田より奥免許を授与された人物は梅崎を含め12名である。
明治28年（1895年）、第1回武徳祭大演武会に出場。神陰流同門の松崎浪四郎と共に精錬証を授与される。明治42年（1909年）、剣道範士号を授与される。